# Anthologia: 20th Anniversary Geffen Years Collection 1982-1990
Anthologia: 20th Anniversary Geffen Years Collection 1982-1990 es un álbum recopilatorio de la banda británica de rock progresivo Asia y fue publicado en 2002.  Este compilado fue lanzado al mercado con motivo del 20.º aniversario de la fundación de la banda en 1982.
Este recopilado de doble disco, como su nombre lo dice, es una antología de la agrupación y por ello contiene todas las canciones de los álbumes de estudio Asia, Alpha y Astra, además de lados B que se pueden encontrar en el EP Aurora, el cual fue lanzado solamente en Japón y finalmente de la compilación Then & Now, todos publicados de 1982 a 1990 por la compañía discográfica Geffen Records.

## Lista de canciones
Todas las canciones fueron escritas por John Wetton y Geoff Downes, excepto donde se especifica lo contrario.

### Disco uno
| Side one |                                     |                                      |          |  |
| N.º      | Título                              | Escritor(es)                         | Duración |  |
| 1.       | «Heat of the Moment»                |                                      | 3:49     |  |
| 2.       | «Only Time Will Tell»               |                                      | 4:44     |  |
| 3.       | «Sole Survivor»                     |                                      | 4:46     |  |
| 4.       | «One Step Closer»                   | Wetton / Steve Howe                  | 4:15     |  |
| 5.       | «Time Again»                        | Wetton / Downes / Carl Palmer / Howe | 4:43     |  |
| 6.       | «Wildest Dreams»                    |                                      | 5:10     |  |
| 7.       | «Without You»                       | Wetton / Howe                        | 5:02     |  |
| 8.       | «Cutting It Fine»                   | Wetton / Downes / Howe               | 5:35     |  |
| 9.       | «Here Comes the Feeling»            | Wetton / Howe                        | 5:39     |  |
| 10.      | «Ride Easy»                         | Wetton / Howe                        | 4:26     |  |
| 11.      | «Don't Cry»                         |                                      | 3:36     |  |
| 12.      | «The Smile Has Left Your Eyes»      | John Wetton                          | 3:12     |  |
| 13.      | «Never in a Million Years»          |                                      | 3:42     |  |
| 14.      | «My Own Time (I'll Do What I Want)» |                                      | 4:44     |  |
| 15.      | «The Heat Goes On»                  |                                      | 4:54     |  |
| 16.      | «Eye to Eye»                        |                                      | 3:07     |  |
| 17.      | «The Last to Know»                  |                                      | 4:38     |  |
| 18.      | «True Colours»                      |                                      | 3:48     |  |

### Disco dos
| Side one |                                |                                      |          |  |
| N.º      | Título                         | Escritor(es)                         | Duración |  |
| 1.       | «Midnight Sun»                 |                                      | 3:46     |  |
| 2.       | «Open Your Eyes»               |                                      | 6:23     |  |
| 3.       | «Daylight»                     |                                      | 3:32     |  |
| 4.       | «Lyin' to Yourself»            |                                      | 4:11     |  |
| 5.       | «Go»                           |                                      | 4:05     |  |
| 6.       | «Voice of America»             |                                      | 4:24     |  |
| 7.       | «Hard on Me»                   | Wetton / Downes / Palmer             | 3:30     |  |
| 8.       | «Wishing»                      |                                      | 4:11     |  |
| 9.       | «Rock and Roll Dream»          |                                      | 6:47     |  |
| 10.      | «Countdown to Zero»            |                                      | 4:14     |  |
| 11.      | «Love Now Till Eternity»       |                                      | 4:10     |  |
| 12.      | «Too Late»                     | Wetton / Downes / Palmer             | 4:11     |  |
| 13.      | «Suspicion»                    |                                      | 3:44     |  |
| 14.      | «After the War»                |                                      | 5:08     |  |
| 15.      | «Am I in Love?»                |                                      | 4:23     |  |
| 16.      | «Summer (Can't Last Too Long)» |                                      | 4:15     |  |
| 17.      | «Prayin' 4 a Miracle»          | Wetton / David Cassidy / Sue Shifrin | 4:18     |  |
| 18.      | «Days Like This»               | Steve Jones                          | 4:04     |  |

## Formación

### Asia
- John Wetton — voz principal y bajo
- Geoff Downes — teclado y coros
- Carl Palmer — batería
- Steve Howe — guitarra

### Formación adicional
- Mandy Meyer — guitarra (en las canciones 5 a la 12 del disco dos)
- Steve Lukather — guitarra (en las canción «Days Like This»)
- Ron Komie — guitarra (en la canción «Prayin' 4 a Miracle»)
- Scott Gorham — guitarra (en la canción «Summer (Can't Last Too Long)»)